# Prompsat
Prompsat település Franciaországban, Puy-de-Dôme megyében. Lakosainak száma 476 fő (2022. január 1.). Prompsat Châtel-Guyon, Yssac-la-Tourette, Gimeaux, Teilhède és Loubeyrat községekkel határos.

## Népesség
A település népességének változása:
| Lakosok száma | 429  | 421  | 426  | 429  | 441  | 453  | 458  | 464  | 476  |
|               | 2013 | 2015 | 2016 | 2017 | 2018 | 2019 | 2020 | 2021 | 2022 |